# Caxambu do Sul
Caxambu do Sul là một đô thị thuộc bang Santa Catarina, Brasil. Đô thị này có diện tích 140,578 km², dân số năm 2007 là 4885 người, mật độ 33,7 người/km².